# فيرينك كوكسيس
فيرينك كوكسيس (بالمجرية: Kocsis Ferenc)‏ هو مصارع رياضي مجري، ولد في 8 يوليو 1953 في بودابست في المجر.

## وصلات خارجية
- فيرينك كوكسيس على موقع قاعدة بيانات المصارعة الدولية (الإنجليزية)
- فيرينك كوكسيس على موقع اللجنة الأولمبية الدولية (الإنجليزية)
- فيرينك كوكسيس على موقع أوليمبيديا (الإنجليزية)